# Rosario Gambino
Rosario Gambino, detto Sal (Palermo, 12 gennaio 1942), è un mafioso italiano, membro della famiglia Gambino.
È diventato famoso assieme al fratello per aver creato una rete multi milionaria di narcotraffico tra gli anni Settanta e Ottanta.

## La Famiglia
Rosario "Sal" Gambino, secondogenito di Tommaso Gambino, nasce a Palermo in Sicilia il 12 gennaio del 1942. Assieme ai suoi due fratelli Giuseppe e Giovanni Gambino, diventa, facendosi da solo, un membro di rispetto della Mafia siciliana. Nel 1962 i Gambino si trasferiscono nel New Jersey negli Stati Uniti. Qui Rosario Gambino si sposa e ha quattro figli, due di questi, Anthony e Tommaso sono mafiosi. Dopo l'arresto e la detenzione di Rosario in un carcere di Los Angeles, i suoi figli si trasferiscono a Los Angeles e mettono su una compagnia discografica e un'azienda di telefonia.

## Gli inizi nel New Jersey
Benché la famiglia Gambino fosse entrata illegalmente negli Stati Uniti nel 1962, a tutti i componenti nel 1966 fu dato il permesso di residenza. Più tardi nel corso degli anni, gli altri fratelli di Rosario entrarono nel 1975 nell'associazione criminale su invito di Paul Castellano. Il fratello più grande, Giovanni (che americanizzò il suo nome in John), fu nominato caporegime della famiglia e Rosario e Giuseppe (Joseph) gli fecero da luogotenenti. Assieme ai fratelli formarono una squadra conosciuta come "Cherry Hill Gambinos", dal nome della loro città di residenza (Cherry Hill), nello stato del New Jersey. Insieme Rosario e Joseph aprirono una catena di ristoranti chiamata "Father and Son Pizza". Inoltre aprirono anche alcune pizzerie a Filadelfia e Camden e, con l'aiuto di un cugino, alcune pizzerie a Dover nel Delaware. Negli anni Ottanta i due fratelli furono indagati dalle autorità locali per una serie di incendi dolosi. Nonostante i considerevoli guadagni dalle sue attività, Rosario Gambino dichiarò sempre introiti bassi all'Ufficio delle Tasse.
Nel 1983, Louis Eppolito – un ex detective del Dipartimento di Polizia di New York che aveva seguito i casi di mafia – fu sospettato, in una vicenda di corruzione, di aver passato informazioni riservate sulle indagini a Rosario Gambino. Rosario Gambino fu legato anche alla rete della Pizza Connection, che utilizzava le pizzerie per nascondere e spacciare droga.

## Il traffico di eroina
Benché la Mafia americana avesse bandito il commercio di droga (una regola che fu storicamente ignorata) i Gambino furono pesantemente coinvolti nel traffico di eroina nel quartiere newyorkese di Bensonhurst. L'organizzazione Cherry Hill Gambinos rappresentava l'ultima destinataria del traffico di eroina del clan Inzerillo-Gambino-Spatola-Di Maggio proveniente dalla Sicilia. Si stima che ogni anno facevano entrare negli Stati Uniti eroina per un valore di 600 milioni di dollari. Una gran parte di questo denaro veniva reinvestita in attività legali in Italia. Nel 1982 le attività del clan Inzerillo-Gambino-Spatola a Palermo da sole valevano oltre un miliardo di dollari.

## Arresti
Gambino è stato di nuovo arrestato nel 2019.